# 籠神社
籠神社（日语：このじんじゃ）是位在日本京都府宮津市的神社。為式內社（名神大社）、丹後國一宮、舊社格為國幣中社（現神社本廳的別表神社）。元伊勢之一，所以也稱作元伊勢籠神社。別稱元伊勢根本宮、內宮元宮、籠守大權現、籠宮大明神。丹後國總社之相關情況不詳，但是有籠神社兼任總社之說。付近是日本三景之一的天橋立。

## 關連項目
- 元伊勢

## 外部連結
- 籠神社 （页面存档备份，存于）